# Gare de Myllykoski
La halte de Myllykoski (en finnois : Myllykosken rautatieasema) est une halte ferroviaire finlandaise située sur la ligne Kouvola–Kotka dans le quartier Myllykoski d'Anjalankoski à Kouvola.